# (13500) Viscardy
(13500) Viscardy (1987 PM) – planetoida z grupy pasa głównego asteroid okrążająca Słońce w ciągu 4,63 lat w średniej odległości 2,78 j.a. Odkryta 6 sierpnia 1987 roku.